# Lindsay Tanner

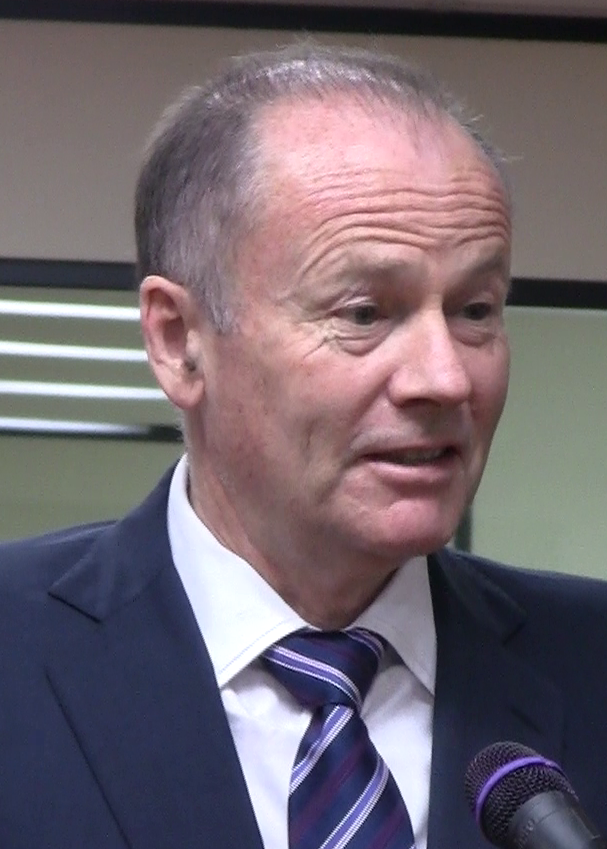
Lindsay Tanner

Lindsay Tanner (* 24. April 1956 in Orbost, Victoria) ist ein australischer Politiker.

## Leben
Nach seiner Schulzeit studierte Tanner an der Universität Melbourne Rechtswissenschaften und Geschichte.
Tanner ist Mitglied der Australian Labor Party. Vom 8. Februar 1993 bis 19. Juli 2010 war Tanner Abgeordneter im Australischen Parlament. Seit 3. Dezember 2007 ist Tanner als Nachfolger von Nick Minchin Minister der Finanzen in Australien.
Nach dem Ausscheiden als Abgeordneter im Australischen Parlament erhielt Tanner im August 2010 eine Anstellung an der Victoria University. Tanner lebt mit seiner Familie in Alphington, Victoria, und ist Mitglied der Anglican Church of Australia. Tanner hat vier Kinder aus zwei Ehen.